# The State
The State — второй студийный альбом канадской рок-группы Nickelback, вышедший в 1998 году. «Leader of Men» — главный сингл этого альбома вместе с «Old Enough», «Breathe» и «Worthy To Say». «Leader of Men» помог завоевать всеобщую популярность и аудиторию. Это помогло долго держаться на 130-й позиции в Billboard 200. Альбом также держался на очень высоком (3-м) месте в Billboard Top Heatseekers в 2000. Платиновым альбом стал в Канаде, в апреле 2002, а в США в 2008. В Европе альбом появился на свет только в 2001, но продавался не так успешно как в Северной Америке.
The State был записан в начале 1998. В сентябре 1998 г. альбом был выпущен независимо. Он был одет в синюю обложку. Название группы и альбома были написаны шрифтом жёлтого цвета вдоль правого края обложки. Годом позже (1999 г.) The State переиздан EMI Canada (обложка на фото в шаблоне). В 2000 г. переиздан EMI Canada и Roadrunner Records в новой обложке (с мальчиком в тюремной камере). Главный сингл альбома занимал  11 место в Канадском хит-параде рок-музыки. Roadrunner Records выпустила альбом в Америке, в марте 2000.

## Список композиций
Все тексты написаны Чедом Крюгером, вся музыка написана Nickelback.
| №                   | Название                   | Длительность |
| ------------------- | -------------------------- | ------------ |
| 1.                  | «Breathe»                  | 3:58         |
| 2.                  | «Cowboy Hat»               | 3:54         |
| 3.                  | «Leader of Men»            | 3:29         |
| 4.                  | «Old Enough»               | 2:45         |
| 5.                  | «Worthy to Say»            | 4:05         |
| 6.                  | «Diggin' This»             | 3:01         |
| 7.                  | «Deep»                     | 2:47         |
| 8.                  | «One Last Run»             | 3:28         |
| 9.                  | «Not Leavin' Yet»          | 3:44         |
| 10.                 | «Hold Out Your Hand»       | 4:08         |
| 11.                 | «Leader of Men (Acoustic)» | 3:23         |
| Общая длительность: | Общая длительность:        | 38:50        |

## Чарты
Альбом — Billboard (North America)
| Год  | Чарт                   | Место |
| ---- | ---------------------- | ----- |
| 2000 | Billboard 200          | 130   |
| 2000 | Top Independent Albums | 6     |
| 2000 | Top Heatseekers        | 3     |